# Antonio Tarantino
Antonio Tarantino (Bolzano, 10 d'abril de 1938 - Torí, 21 d'abril de 2020), va ser un dramaturg i pintor italià considerat un dels màxims exponents del teatre europeu contemporani de finals del segle XX i principis del segle XXI. Va morir el 21 d'abril de 2020 a causa d'una aturada cardíaca derivada d'una infecció de COVID-19. El seu teatre, sobretot representat per la «tetralogia de la cura», presenta uns personatges al marge de l'èxit social, carregats tant de misèria com d'humanitat. A finals del 2019 Paolo Perlotti va estrenar un documental sobre la seva figura amb el títol Noi, Antonio.

## Biografia
Va treballar com a pintor figuratiu fins al 1993, quan una sèrie de circumstàncies personals el van empènyer a canviar el seu art de referència i a dedicar-se, gairebé de forma autodidàctica, a la dramatúrgia escènica. En aquest període de canvi va ser decisiva una trobada amb el crític i editor Franco Quadri, fundador de l'editorial Ubulibri, que seria qui, amb el temps, publicaria la major part de la seva obra. El mateix Tarantino reconeixia en una entrevista que la seva evolució de la pintura a l'escriptura va ser "inconscient i molt estratificada", i que els darrers temps de la seva creació pictòrica havia deixat de produir imatges recognoscibles per dedicar-se a escriure coses llarguíssimes sobre diverses superfícies degudament tractades per passar, finalment, "del llindar del dibuix del caràcter escrit a l'escriptura en si". Algunes d'aquestes últimes produccions pictòriques van ser conservades pel mateix Franco Quadri i pel director franc-tunisià Chérif, que va ser qui va muntar les primeres obres teatrals de l'autor a la dècada dels anys noranta.

### Els quatre actes profans o la Tetralogia de la cura
La seva inesperada irrupció al món de la dramatúrgia va ser una veritable revolució dins el panorama teatral italià. El 1993 les seves obres debut, Stabat Mater i La passione secondo Giovanni, van guanyar el prestigiós Premi Riccione. El mateix any escriu Vespro della Beata Vergine que, juntament amb les peces anteriors i amb l'obra Lustrini, escrita el 1997, conformarien la tetralogia coneguda com a Quatre actes profans o «tetralogia de la cura».
L'impacte d'aquests textos, una exploració mítica de certes figures religioses, van catapultar la seva fama internacional i de seguida van ser traduïts i representats en altres països; cal destacar-ne els muntatges que en va fer el director portuguès Jorge Silva Melo al tombant de segle. En més d'una ocasió Tarantino va reconèixer haver escrit les tres primeres peces de la tetralogia gairebé "a raig", però que la quarta li va suposar un bloqueig important que només va poder superar gràcies al retrobament amb una antiga coneixença del cercle comunista Garibaldi de Torí.
Aquella trobada va marcar un punt d'inflexió a la seva carrera. Després de les peces breus i intimistes dels Quatre actes profans, Tarantino creà la seva primera gran obra, Materiali per una tragedia tedesca, un cru i monumental retrat sarcàstic, amb més de noranta personatges, dels actes violents comesos per la RAF alemanya a la dècada de 1970. Escrita el 1997 i estrenada pel Piccolo Teatro di Milano l'any 2000, amb aquesta obra Tarantino tornà a guanyar el Premi Riccione el 1997 i guanyà el Premi Ubu al Millor Text l'any 2000.
A partir d'aleshores deixà de centrar-se en les seves experiències de joventut com a font d'inspiració, com en els Quatre actes profans, i va obrir la seva obra cap a l'exposició i anàlisi de determinats fets i esdeveniments històrics i polítics, així com cap a certes idees i experiències viscudes per ell als anys seixanta i setanta del segle XX en el marc d'algun dels grups estudiantils que existien en el context polític italià de l'esquerra d'aquella època. El 2006 publicà un volum amb quatre obres que reflexionen sobre la mort i la relació dels homes amb la vida: Stranieri, escrita amb motiu de la mort del seu germà, i tres peces que tracten sobre el terrorisme i el conflicte arabo-israelià, Conversazioni, La pace i La casa di Ramallah.

### Trilogia italiana
Posteriorment escrigué dues obres entorn de la figura d'Antonio Gramsci: Nel mondo grande e terribile, escrita el 2008, i Gramsci a Turi, el 2009. Aquesta última peça inicià la coneguda com a «trilogia italiana» de Tarantino, on l'autor, seguint el seu camí d'investigació històrica, aborda la vida de diverses grans figures de la política italiana del segle xx.
A mig camí entre el llenguatge de la Commedia dell'arte i el teatre èpic de Bertolt Brecht, tota la trilogia esdevé una comèdia satírica altament documentada i crítica amb els postulats del feixisme i els representants de la Itàlia feixista a l'època de la Segona Guerra Mundial. Si la primera obra gira entorn de la vida d'Antonio Gramsci, un dels fundadors del Partit Comunista Italià, la segona peça de la trilogia, Trattato di pace, estrenada el 2010, ho fa al voltant de la figura d'Alcide De Gasperi, un dels fundadors de la Democràcia Cristiana italiana. Esequie solenni, estrenada el 2012, tanca la trilogia amb un intens combat dialèctic entre les vídues de De Gasperi i Palmiro Togliatti, un altre dels fundadors del Partit Comunista Italià.
Les tres obres foren publicades per primera vegada el 2009, juntament amb Cara Medea, un monòleg anterior de l'autor on Medea esdevé una supervivent del camp d'extermini de Sobibor.

### Darreres obres
Els darrers anys de la seva producció, l'autor se sentí força empès a reinterpretar alguns dels grans mites clàssics, com el de Medea, sobre el qual va crear diverses versions, o el d'Antígona, a partir del qual va escriure el monòleg Piccola Antigone el 2012.
El 2013, el compositor Valerio Sannicandro va crear una breu òpera lírica titulada Doglie, a partir d'un text anterior de Tarantino titulat Non è che un piccolo problema, per al Teatro Lirico Sperimentale de Spoleto; el mateix Tarantino s'encarregà de l'adaptació del llibret.
El 2017 es publicà l'última obra de l'autor, Giuseppe Verdi a Napoli, una comèdia sobre l'amistat, el respecte a la creació artística i la jerarquia de classes, encarnada per la relació entre un ric i famós Giuseppe Verdi i el seu pobre i necessitat llibretista Salvatore Cammarano. Aquell mateix any Tarantino fou guardonat amb un Premi Ubu, considerat el més important de l'escena italiana, per la seva trajectòria.
Segons Albert Arribas, principal traductor de l'obra de Tarantino al català, a la seva mort l'autor ens ha llegat una quinzena d'obres publicades i sis més d'inèdites, la majoria introbables en italià.

## Obra destacada
- Stabat Mater (traduïda al català com Stabat Mater)
- La passione secondo Giovanni (traduïda al català per Xavier Montoriol com La passió segons Joan)
- Vespro della Beata Vergine (traduïda al català com Vespres de la Beata Verge)
- Lustrini (traduïda al català com Lluentons)

- Materiali per una tragedia tedesca
- Stranieri (traduïda al català com Estrangers)
- Conversazioni (traduïda al català com Converses)
- La casa di Ramallah (traduïda al català com La casa de Ramallah)
- La pace (traduïda al català com La pau)
- Nel mondo grande e terribile
- Gramsci a Turi
- Trattato di pace
- Esequie solenni
- Cara Medea (traduïda al català com Estimada Medea)
- Piccola Antigone
- Doglie (Non è che un piccolo problema)
- Giuseppe Verdi a Napoli

## Produccions a Catalunya
Només s'han estrenat dues obres d'Antonio Tarantino en català. La primera fou Vespres de la Beata Verge, amb traducció d'Albert Arribas i direcció de Jordi Prat i Coll, el 2012, a la Sala Beckett de Barcelona, i la segona Stabat Mater, amb traducció d'Albert Arribas i direcció de Magda Puyo, al Teatre Nacional de Catalunya el 2019.
Vespres de la Beata Verge fou un notable èxit de públic i crítica gràcies, en part, a la notable interpretació d'Oriol Genís com a protagonista. Aquest èxit va facilitar la difusió de l'obra de Tarantino a Catalunya i comportà repetides reposicions del muntatge a diversos escenaris barcelonins. L'any 2020, a més de la Sala Bekcett, l'obra ja havia passat pel Teatre Akadèmia i per l'Escenari Joan Brossa situat a La Seca. El muntatge de Stabat Mater, protagonitzat per Montse Esteve, també tingué força èxit i fou reposat al Teatre La Gleva de Barcelona a principis del 2020. Aquell mateix any va ser guardonat amb un dels Premis Crítica Serra d'Or de teatre.
A més d'aquests dos muntatges, s'han fet dues lectures públiques en català d'altres obres d'Antonio Tarantino. El 2012 es va fer una lectura dramatitzada de La casa de Ramallah, traduïda i dirigida per Carles Fernández Giua al Teatre Romea, i el febrer del 2020 va ser el torn de La passió segons Joan, traduïda per Xavier Montoriol i dirigida per Albert Arribas, a l'Escenari Joan Brossa.
L'abril del 2020 Arola Editors, en col·laboració amb el Teatre Nacional de Catalunya, va publicar un volum de la seva col·lecció de Teatre reunit amb nou obres d'Antonio Tarantino traduïdes al català entre les quals s'inclogueren les quatre peces que integren la «tetralogia de la cura» o Quatre actes profans.